# Ентоні Делон
Ентоні Делон (фр. Anthony Delon; нар. 30 вересня 1964, Лос-Анджелес, Каліфорнія, США) — французько-американський актор, син акторів Алена Делона і Наталі Делон.

## Життєпис
Ентоні Делон народився 30 вересня 1964 року в лікарні Cedar Sinai в Лос-Анджелесі (США). У однорічному віці він покинув Каліфорнію разом з батьками, які вирішили повернутися до Франції.
У 1968 році Ентоні було чотири роки, коли Ален і Наталі Делон розлучилися.
Делон ріс асоціальною дитиною, у нього було дике, бунтарське та злочинне дитинство. Батьки віддали його у віці десяти років до школи-інтернату в передмісті Парижа, у Жуї-ан-Жоза. Він пробув там два роки, аж поки не вирішив втекти й пройти близько тридцяти кілометрів пішки, щоб повернутися додому в Париж. Там він отримав освіту в державній школі в Сен-Жермен-де-Пре.
У чотирнадцять років Ентоні вирішує піти жити до батька. Його мати Наталі виїхала з Франції до Сполучених Штатів. Бурхливим підлітком він вступив до Інституту Карла Великого на бульварі Сен-Жермен, закладу, відомого своєю суворістю. Через рік за провокації був відрахований з цієї установи. Його батько знову відправив його на два роки до школи-інтернату в Жуанвіль-ле-Пон (Валь-де-Марн), у дуже суворий заклад, вимощений бетоном і обладнаний камерами на кожному поверсі.
Згодом Ентоні поїхав на шість місяців працювати до Лондона на Island Records, а потім до Нігерії, сподіваючись зняти документальний фільм про Фелу Куті, символічну співачку та противника військової диктатури. У лютому 1983 року, у віці 18 років, Ентоні було заарештовано за володіння з автоматичним пістолетом, викраденим у жандармів, що належав ворогу суспільства того періоду Бруно Сулаку.
Його ув'язнили на місяць у Буа-д'Арсі. Вийшовши з в'язниці, він вирішив створити свою лінію шкіряних курток (батько заборонив йому використовувати ім'я A. Delon для свого бренду). Через рік, після великого комерційного успіху, французька преса цитує Ентоні як наймолодшого генерального директора у Франції, в той час йому було 19 років.
Рятуючись від тиску ЗМІ, Ентоні летить до Нью-Йорка. Він прожив там кілька місяців у квартирі на 64-й вулиці (трохи вище квартири, яку займав Джеймс Дін). У Нью-Йорку Делон знайомиться з Енді Ворголом, Дайаною фон Фюрстенберг, Брук Шилдс. Згодом італійський режисер Альберто Латтуада пропонує йому спробувати себе в кіно. Ентоні приймає пропозицію і їде до Риму.
У 24 роки Ентоні Делон повернувся до США. Він переїхав до Лос-Анджелеса на два роки. Там він брав уроки акторської майстерності, але продовжував працювати у Франції. Про це він сказав: «Це дивне відчуття; моя культура європейська, але коли я приїжджаю в Лос-Анджелес, у мене є дуже сильне відчуття, що я повертаюся додому».
Делон зустрічався із принцесою Монако Стефанією. 27 червня 2006 року одружився із Софі Клеріко. Пара розійшлася в 2012 році. Мають двох доньок 1996 та 2001 років народження. Ентоні також має доньку (1986 року нар.) від Марі-Елен Ле Борж, колишньої танцівниці Crazy Horse у Парижі.

## Вибрана фільмографія
- Колючка в серці (1986)
- Хроніка передбачуваної смерті (1987)
- Вогняна пустеля (1997)
- La Vérité si je mens (1997)
- Frenchman's Creek (1998)
- Любов до жінки (2001)
- Паризькі зв'язки (2010)
- Паліція (2011)